# Alfred Hitchcock
Sir Alfred Joseph Hitchcock (Londra, 13 agosto 1899 – Los Angeles, 29 aprile 1980) è stato un regista e produttore cinematografico britannico naturalizzato statunitense.

Firma di Alfred Hitchcock

Conosciuto anche come "Master of Suspense" (Il Maestro della Suspense) in virtù dei suoi capolavori thriller, è considerato uno dei maggiori registi della storia del cinema. Lo spartiacque nella sua carriera è rappresentato dal trasferimento da Londra a Hollywood nel 1940, data in base alla quale gli studiosi distinguono la sua produzione in due fasi ben distinte: il "periodo britannico", dal 1925 al 1939 e durante il quale ha diretto ventitré pellicole, di cui nove muti, e il "periodo statunitense", tra il 1940 e il 1976, in cui è autore di trenta film tra i quali si ricordano i suoi più noti al grande pubblico, come La finestra sul cortile (1954), La donna che visse due volte (1958), Psyco (1960) e Gli uccelli (1963).

## Biografia

### Carriera

#### Primi anni e infanzia

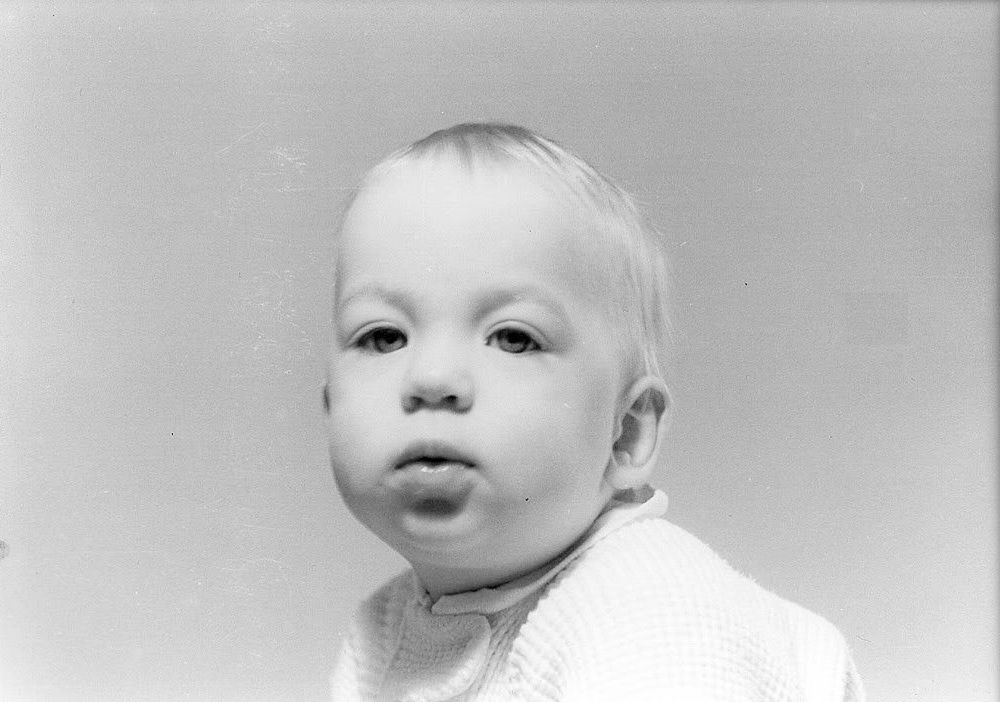
Alfred Hitchcock neonato nel 1899.

Alfred Joseph Hitchcock nacque alle 3:15 del mattino di domenica 13 agosto 1899 in un appartamento al 517 di High Road a Leytonstone, situato nell'East End a otto chilometri dal centro di Londra (allora parte dell'Essex ma oggi sito alla periferia di East London), ultimo dei tre figli concepiti da Emma Jane (nata Whelan; 1863-1942) e William Edgar Hitchcock (1862-1914), entrambi di origini irlandesi e proprietari di un negozio di frutta e verdura posto dirimpetto alla loro abitazione ed ereditato dai nonni paterni del futuro regista. Nello specifico il padre, fedele osservante della Chiesa di Roma, provvide ad impartirgli un'educazione cattolica, e molto spesso Alfred era solito accompagnarlo sul carretto con i cavalli durante i quotidiani giri di fornitura delle merci ai clienti e ai negozi della zona; ciò spinse Hitchcock a omaggiare tali ricordi d'infanzia inserendo in alcuni suoi film gli scenari paesaggistici della Londra di fine XIX secolo, in particolare ne Il pensionante (1927) e in Frenzy (1972).

Il 12 dicembre 1914 William morì all'età di 52 anni.
(Alfred Hitchcock in Cedric Belfrage, Alfred the Great, World's Youngest Filmmaker, "Picture-goer", marzo 1926, p. 60.)

#### Interessi e studi
La famiglia gli trasmette un grande amore per il teatro. Si recavano tutti insieme alla domenica nei teatri della zona e Alfred ben presto conosce, attraverso commedie e drammi, tante storie con cui nutrire la sua fantasia; apprezza le interpretazioni di attori e attrici famose, guarda ammirato le spettacolari scenografie. Durante il tempo libero spesso se ne sta solitario e disdegna i giochi, preferisce osservare. Ha una passione spiccata per la geografia: colleziona carte topografiche, studia gli orari ferroviari. A otto anni ha già percorso tutte le linee tramviarie londinesi e raggiunto in battello a vapore la foce del Tamigi. Consulta con regolarità il bollettino dei naviganti e su una mappa segna le rotte della flotta mercantile inglese.
Nell'autunno del 1910 è iscritto presso il Saint Ignatius College, retto dai Gesuiti, sperimentandone la rigida disciplina. Nel luglio del 1913, a 13 anni, lascia l'istituto. Per tutto il 1914 frequenta dei corsi serali presso la Scuola di Ingegneria e Navigazione presso l'Università di Londra, ma non ne è rimasta documentazione in nessun dipartimento universitario della città, perché non era abitudine conservare la documentazione dei frequentanti non iscritti a un corso di laurea.

#### Primo impiego
All'inizio del 1915 trova un posto alla Henley Telegraph & Cable Company, una fabbrica di cablature elettriche, fili telegrafici e materiale bellico. Per 15 scellini alla settimana deve calcolare la misura e il voltaggio dei cavi elettrici che la ditta installa. Nel 1917 è sottoposto alla visita medica per il servizio militare, ma viene riformato. Si arruola comunque in un corpo volontario del genio.
Legge molto: Gilbert Keith Chesterton, John Buchan, Edgar Allan Poe, Gustave Flaubert; scrive racconti per la rivista aziendale. Alla Henley, grazie alla sua abilità nel disegno, viene trasferito all'ufficio pubblicità. Continua a frequentare il teatro e si appassiona al cinema. A Londra all'epoca c'erano 400 cinematografi e l'ingresso al cinema costava meno della poltrona a teatro.

#### Il cinema
Nel 1920 entra nel mondo del cinema: viene assunto nella sede londinese della Famous Players-Lasky-Studios, una società cinematografica anglo-americana (la futura Paramount Pictures). Il suo lavoro consiste nel disegnare i titoli e le didascalie dei film muti prodotti dallo studio, un lavoro che esegue spesso di notte perché non ha lasciato il vecchio impiego alla Henley.
Dal 1923 al 1925 lavora per la Gainsborough Pictures, occupandosi di diverse mansioni secondarie, come il più classico dei tuttofare: sceneggiatore, scenografo, assistente alla regia, addirittura montatore in cinque film. Affianca come aiuto il regista Graham Cutts nella lavorazione del film L'ultima danza prodotto da Michael Balcon.
L'ultima esperienza maturata come aiuto scenografo-sceneggiatore per il film Il furfante di Graham Cutts, coproduzione fra la Gainsbourough e l'UFA di Berlino, lo porta nella capitale tedesca dove lavora a fianco di Murnau, che stava girando L'ultima risata e di Fritz Lang, che aveva appena finito di girare I nibelunghi. Si fa risalire a questo soggiorno berlinese la componente espressionistica di tanto cinema hitchcockiano.

#### L'incontro con Alma Reville

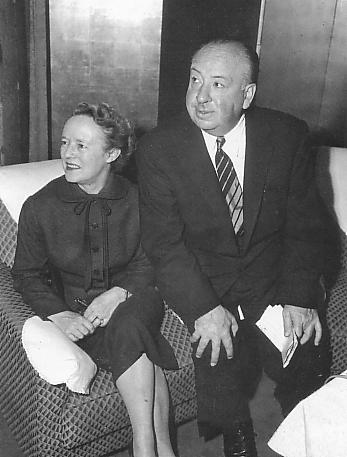
Hitchcock e la moglie Alma

Tra le montatrici approdate alla Balcon Saville Freedam, Hitchcock conosce Alma Reville, sua coetanea (era nata il giorno dopo Alfred), già con una brillante carriera che l'aveva portata a lavorare con David Wark Griffith nella lavorazione di Hearts of the World (Cuori del mondo).
Hitchcock, in qualità di aiuto regista di L'ultima danza, le propone di montare le inquadrature. Da quella collaborazione nasce un lungo fidanzamento e un matrimonio, celebrato nel 1926 e durato fino alla morte.
Il loro rapporto rappresenta un sodalizio sentimentale e professionale: la moglie collaborerà come sceneggiatrice a molti dei suoi film e il regista terrà sempre molto al suo giudizio e ai suoi suggerimenti. Alma e Alfred avranno un'unica figlia, Patricia, Pat, (1928 - 2021), che collaborerà come attrice in alcuni lavori del padre.

### Periodo britannico

#### Il primo film da regista
Nel 1925 Michael Balcon gli affida la regia di un film anglotedesco: Il labirinto delle passioni (The Pleasure Garden). È il suo primo film. Fa percorrere ad Alfred e Alma migliaia di chilometri perché fu girato tra Monaco, il lago di Como, la Riviera ligure (Alassio e Genova), Parigi e Cherbourg. Con le difficoltà economiche, gli imprevisti, gli intoppi e i capricci delle dive americane, rappresentò una specie di battesimo di fuoco per il giovane regista esordiente.

#### I film muti
Hitchcock girerà dal 1925 al 1929 nove film muti. Nel 1926 dirige il suo secondo film, L'aquila della montagna, andato perduto. Il primo vero film di successo è Il pensionante (1927), "il suo primo film di suspense" (Rohmer-Chabrol). Grazie al successo ottenuto, Hitchcock è contattato da John Maxwell, direttore della casa di produzione British International Picture (BIP), che gli offre un contratto molto vantaggioso, di 13.000 sterline l'anno. Hitchcock firma, ma gira ancora due film dovuti alla Gainsborough Picture, Il declino, Virtù facile.
Dirige poi con la nuova casa di produzione Vinci per me!, La moglie del fattore, Tabarin di lusso, L'isola del peccato (1929).

#### I primi film sonori
Nel 1929 Hitchcock dirige Ricatto (Blackmail), il suo primo film sonoro e il primo film sonoro in Europa.
(Giorgio Simonelli, Invito al cinema di Hitchcock, p. 27.)
Fino al 1933 alterna film a suspense a storie di vario genere, spesso riduzioni di romanzi o trascrizioni cinematografiche di commedie celebri: Giunone e il pavone, Omicidio!, Fiamma d'amore, Ricco e strano, Numero diciassette,
Vienna di Strauss.

#### Le spy story
Nel 1934 Hitchcock firma un contratto per cinque film con la casa di produzione Gaumont British Picture Corporation, di cui era responsabile Michael Balcon, con il quale aveva già collaborato nei primi film. L'isola del peccato (1929) e Ricco e strano nei quali ha messo con sincerità e audacia molto di sé, non vengono compresi dalla critica britannica dell'epoca. Furono fiaschi commerciali e ciò gli impedì di proseguire su una strada che pure sapeva fruttuosa, smorzò lo slancio e indusse il regista a rinunciare.
Hitchcock vuol trovare una ricetta, non c'è dubbio, che lasci però una parte consistente al talento artistico, al suo stile, e L'uomo che sapeva troppo, girato nel 1934, è un perfetto successo strategico: la critica e il pubblico, trovando adesso un Hitchcock simile a quello che immaginavano, applaudono il film senza riserve. L'anno successivo, riprendendo lo stesso principio "... lo innalzò a un punto di massima perfezione" (Rohmer-Chabrol) con Il club dei 39.
Seguiranno Amore e mistero, Sabotaggio, Giovane e innocente e La signora scompare, quello che Raymond Durgnat ha definito The classic thriller sextet (un ciclo di sei classici thriller).
La fama internazionale che gli deriva da queste opere attira l'attenzione dei produttori americani, che incominciano a fargli proposte di contratti; contemporaneamente la Gaumont-British si scioglie, disperdendo il gruppo di collaboratori esperti e fidati con cui Hitchcock era abituato a lavorare: Michael Balcon va alla Metro, Charles Bennett alla Universal, Ivor Montagu lascia il cinema. Il contratto di Hitchcock è subito rilevato dalla Gainsborough. Incominciano i contatti con David O. Selznick.
Con la figlia Pat e la moglie Alma, nell'agosto del 1937 fa un viaggio negli Stati Uniti d'America.
L'ultimo film girato in Inghilterra, prima della partenza per l'America, è La taverna della Giamaica (1939), con il quale onora gli impegni presi con Erich Pommer e Charles Laughton. Si conclude il cosiddetto periodo inglese durante il quale Hitchcock ha girato ventitré film. Nell'estate del 1939, a quarant'anni di età, con la famiglia si trasferisce a Los Angeles.

### Periodo americano

#### Gli anni quaranta
(Fernaldo Di Giammatteo)
A Hollywood lavora per David O. Selznick, il produttore di Via col vento; il contratto, che prevede l'impegno per cinque film, viene firmato il 14 luglio 1938.
Inizialmente Hitchcock doveva dirigere un film sulla tragedia del Titanic, ma preferisce un altro soggetto tratto dal bestseller di Daphne du Maurier, Rebecca - La prima moglie (1940), che vince l'Oscar per la produzione di Selznick e per la fotografia di George Barnes, ma non per la regia (Hitchcock non ottenne mai un Oscar come regista di un suo film). Seguono Il sospetto (1941), che ha ancora come protagonista femminile Joan Fontaine e che segna l'incontro di Hitchcock con Cary Grant, con cui girerà ben quattro film; poi Il signore e la signora Smith (1941), una commedia con Carole Lombard e Robert Montgomery.
Dopo lo scoppio della seconda guerra mondiale, il regista alterna una serie di film di impegno antinazista e patriottico: Il prigioniero di Amsterdam, Sabotatori, Prigionieri dell'oceano, e i documentari Bon Voyage e Aventure malgache, a opere che continuano a esplorare i temi a lui cari come L'ombra del dubbio (1943), Io ti salverò (1945) e Notorious - L'amante perduta (1946): con le ultime due pellicole si instaura la felice collaborazione con Ingrid Bergman.
Nel 1945, partendo da materiale filmico registrato da militari inglesi e dell'Armata Rossa entro il campo di concentramento di Bergen-Belsen, realizza un documentario sull'Olocausto intitolato "Memory of the camps", che tuttavia non venne diffuso in quanto le forze alleate ritennero che l'orrore suscitato dai suoi contenuti avrebbe ostacolato la riconciliazione postbellica. Il film rimase abbandonato per decenni nell'archivio dell'Imperial War Museum di Londra, parzialmente riscoperto e proiettato nel 1984 al Festival di Berlino; nel 2014 è stato effettuato un restauro completo delle bobine e del montaggio in accordo con lo script del regista. Il film, dal titolo Night Will Fall, diretto da Andre Singer e prodotto da Brett Ratner insieme a Helena Bonham Carter, è stato proiettato il 26 e 27 gennaio 2015 dall'emittente HBO in occasione del settantesimo anniversario della liberazione del lager di Auschwitz.
I film successivi hanno esiti critici alterni e, per la gran parte, insuccesso commerciale: Il caso Paradine (1947), un dramma giudiziario, Nodo alla gola (1948), fortemente sperimentale e con il quale incomincia la collaborazione con James Stewart che sarà protagonista, come Cary Grant, di quattro film di Hitchcock; Il peccato di Lady Considine (1949), melodramma incompreso e Paura in palcoscenico (1950), un giallo girato in Inghilterra..

#### Inizio degli anni cinquanta
Gli anni cinquanta sono un decennio d'oro per Hollywood e anche per Hitchcock. Nel 1950 il regista passa alla Warner Bros., con cui gira L'altro uomo (1951), che si rivela un grande successo; incassa ancora una delusione con un film a cui teneva molto, Io confesso (1953), ma si prende la rivincita con il successivo Il delitto perfetto (1954), che è anche il primo film con Grace Kelly. Nell'attrice trova un'interprete ideale del suo tipo di donna preferito e, sempre con lei, in forma smagliante, per la Paramount Pictures gira il celeberrimo La finestra sul cortile (1954); infine realizza il divertente Caccia al ladro (1955), ancora con la Kelly, e una storia di humour nero La congiura degli innocenti (1955).

#### La televisione
Nel 1955 incomincia a produrre e a girare alcuni episodi della famosa serie Alfred Hitchcock presenta.
Dal 1955 al 1962 gira una ventina di telefilm.
(Giorgio Simonelli, Invito al cinema di Hitchcock, p. 35.)

#### Gli anni cinquanta-sessanta
Non è dunque un caso che dal 1956 diriga una serie ininterrotta di capolavori: L'uomo che sapeva troppo (1956), remake del film da lui diretto nel 1934, Il ladro (1956), La donna che visse due volte (1958), Intrigo internazionale (1959), Psyco (1960), Gli uccelli (1963), Marnie (1964).

#### L'ultimo periodo

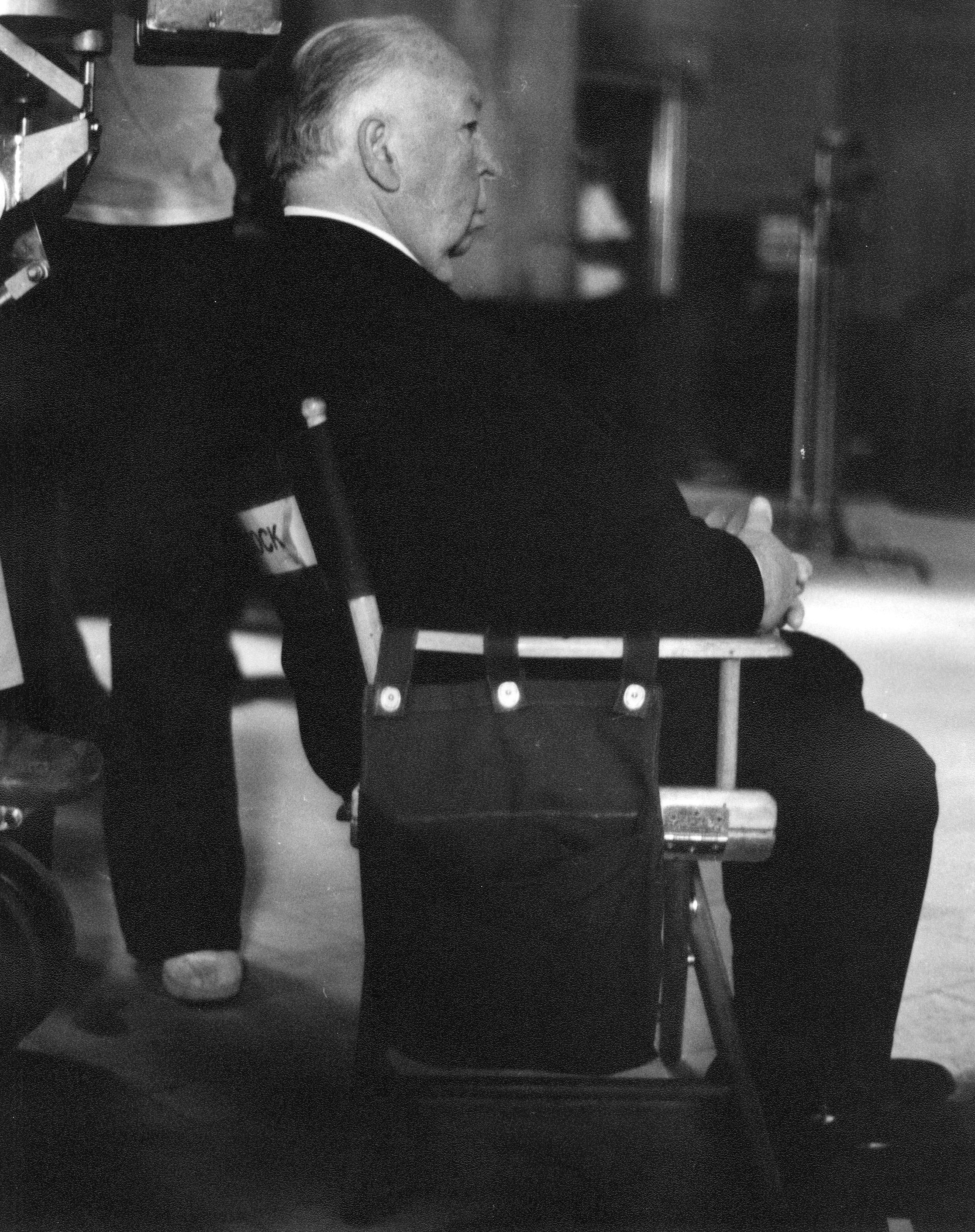
Ultimo set: Complotto di famiglia, 1976

Dopo la metà degli anni sessanta segue un periodo difficile, l'ultimo nella carriera dell'artista. Il sipario strappato (1966) e Topaz (1969) sono molto costosi e non ottengono il successo sperato. Il regista ripiega sulla produzione di un film a basso costo, Frenzy (1972). Le riprese a Londra gli consentono di tornare a girare nella sua città natale, accolto con tutti gli onori. La soddisfazione per il successo del film è oscurata dalla malattia della moglie Alma, colpita da un ictus. Anche il suo stato di salute subisce un peggioramento a causa di problemi cardiaci e viene sottoposto a un intervento chirurgico per l'applicazione di un pacemaker.
Il miglioramento delle condizioni di Alma riporta un po' di ottimismo.
Il 29 aprile 1974 la Film Society di New York organizza il gala annuale in onore del regista, all'"Avery Fischer Hall" del Lincoln Center, in cui vengono proiettati brani dei suoi film e attori e attrici presenti, Grace Kelly, Joan Fontaine, Teresa Wright, Janet Leigh, pronunciano brevi discorsi. Hitchcock, chiamato dagli applausi a concludere la serata, commenta con una battuta a doppio senso: "Come vedete sullo schermo le forbici sono il mezzo migliore!". Incomincia la progettazione del suo ultimo film, il cinquantatreesimo, Complotto di famiglia, che sarà presentato nella primavera del 1976.

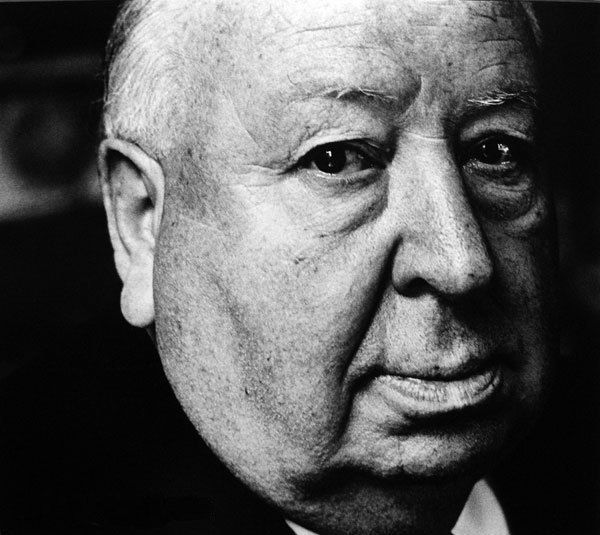
Fotografato da Jack Mitchell

Ha ancora progetti: acquista i diritti del romanzo Lo sconosciuto n. 89 dello scrittore Elmore Leonard per adattarlo in quello che sarebbe dovuto diventare il suo cinquantaquattresimo film; tuttavia il regista abbandona il progetto, preferendo concentrarsi su di un altro soggetto: sta pensando alla sceneggiatura di The Short Night (La notte breve), da un romanzo di Ronald Kirkbride sulla storia di una spia, ma per le riprese è necessario trasferirsi in Finlandia e le condizioni di salute non glielo consentono, poiché si rende necessaria l'applicazione di un altro pacemaker. Partecipa alla festa organizzata in suo onore al Beverly Hilton, il 7 marzo 1979, dall'American Film Institute dal titolo "Life Achievement Award" (omaggio al lavoro di una vita) e pronuncia uno spiritoso discorso di fronte ai protagonisti di Hollywood al completo.
A Capodanno del 1980 riceve dalla regina Elisabetta II d'Inghilterra il titolo di baronetto. Nel mese di aprile è ricoverato al Cedars Sinai Hospital. La mattina del 29 aprile 1980 muore, per problemi cardiaci e renali, a Bel Air, Los Angeles all'età di 80 anni. Dopo i funerali, il suo corpo fu cremato e le ceneri vennero sparse nell'Oceano Pacifico.

## La critica
Il 1957 è l'anno della svolta nella critica dell'opera di Hitchcock: viene infatti pubblicato il libro di Éric Rohmer e Claude Chabrol, Hitchcock.
Nel 1966 viene pubblicato un altro libro fondamentale per studiare l'opera di Hitchcock: l'intervista concessa a François Truffaut, nell'agosto 1962, durante la quale, in cinquanta ore di colloqui, risponde a cinquecento domande, ripercorrendo la sua intera carriera. A Truffaut servirono ben quattro anni per sbobinare il materiale registrato, ordinarlo e trascriverlo. Una successiva nuova edizione ampliata esce nel 1985.

## Il cinema come spettacolo

### L'occhio e la macchina da presa
Bill Krohn, commentando il primo film diretto dal regista, Il labirinto delle passioni, dichiara:
(Bill Krohn, Alfred Hitchcock, p. 8.)

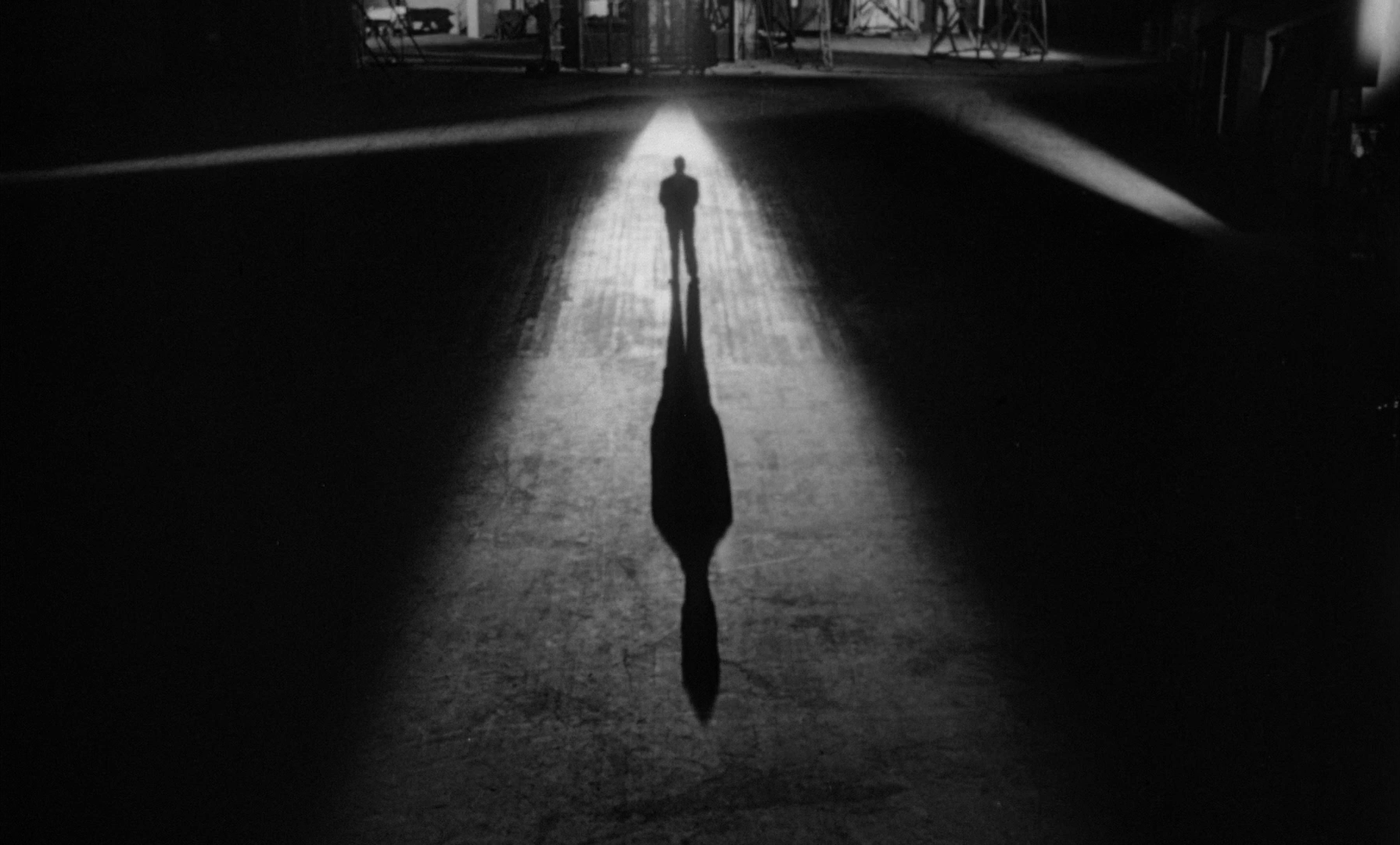
Alfred Hitchcock nel trailer de Il ladro (1956)

Il cinema come occhio-schermo, sguardo che spia: "Le operazioni dello sguardo compongono la filosofia e la prassi del cinema di Hitchcock. Sono l'enunciazione/sviluppo dell'azione da rappresentare e da vedere." (Bruzzone-Caprara, p. 7)
I suoi film abbondano di riferimenti al "vedere" e ai dispositivi che ne intensificano il potere, come lenti, cannocchiali, macchine fotografiche: dalle prime sequenze dei suoi primi film, Il labirinto delle passioni, Virtù facile, Tabarin di lusso, Giovane e innocente fino a La finestra sul cortile e Gli uccelli, in cui il tema dello sguardo è indagato in modo diretto.

### Il teatro
Il teatro nei film di Hitchcock è una presenza costante: concretamente come struttura architettonica, luogo reale, in cui si consumano i momenti di massima tensione per la soluzione dell'intrigo, basti pensare a Omicidio!, Il club dei 39, L'uomo che sapeva troppo, Paura in palcoscenico, Il sipario strappato, e simbolicamente, perché il teatro è lo spettacolo per eccellenza.
Tutte le forme di teatro interessano a Hitchcock: commedia, melodramma, music-hall, circo.

### Le componenti dello spettacolo: finzione, scenario, intrigo
Hitchcock è un maestro della messa in scena: nulla nei suoi film è estemporaneo o gratuito. All'epoca della loro uscita, molti film di Hitchcock furono criticati proprio per l'inverosimiglianza delle situazioni; ma un giudizio di questo tipo si basa su un errore di prospettiva. A Hitchcock infatti non interessa tanto riprodurre "realisticamente" eventi e personaggi, quanto suscitare emozioni tramite un racconto.

### L'umorismo
Hitchcock mescola volentieri commedia e suspense e le sue sceneggiature sono ricche di battute brillanti. La sua vena ironica si esercita su tutti i personaggi che sono descritti con l'occhio di un osservatore divertito e impietoso.
Quello che gli piace e che condivide con John Buchan è qualcosa di profondamente britannico, che in Inghilterra chiamano understatement, "un modo di presentare avvenimenti molto drammatici con un tono leggero.

## La condizione umana secondo Hitchcock
Un individuo ingiustamente accusato, braccato dalle forze dell'ordine disperatamente tenta di dimostrare la propria innocenza (Il pensionante, Sabotatori, Io ti salverò, Il ladro, Io confesso, Intrigo internazionale, Frenzy): questa situazione rappresenta in modo esemplare la concezione che Hitchcock ha della condizione umana.
L'esistenza dell'uomo per Hitchcock si caratterizza per:
- fragilità dell'ordine, dell'armonia di un'esistenza: un precario equilibrio mantiene separata la nostra dimensione quotidiana, la presunta armonia della nostra esistenza, dalla sua messa in discussione.
- ruolo determinante della casualità: il caso, un avvenimento imprevisto, sconvolge "l'ordine" dell'esistenza di un personaggio comune, simile a tanti altri, simile allo spettatore, e lo precipita in un incubo. Da lì deve uscire, per la sua salvezza o la sua perdizione, facendo ricorso solo alle sue forze.
- perversità dell'imprevisto. Il caso è implacabile e feroce.[48]
- difficoltà di distinguere vero e falso, apparenza e realtà: i personaggi sono avvolti in un alone di segreto e di mistero, di dubbio e di sospetto. "Per il regista la realtà sembra essere una delle tante maschere dell'apparenza [...] La preoccupazione che accompagna l'autore in tutto il suo itinerario registico è quella della ricerca dell'Essere dei suoi personaggi, della loro autenticità al di là del loro agire convenzionale."[49]
- conflitto fra bene e male, innocenza e colpa, normalità e follia.

(Gian Piero Brunetta, Dizionario universale dei registi, pp.166-167.)
- doppiezza dei personaggi: Il labirinto delle passioni, Il declino, Il club dei 39, L'ombra del dubbio, L'altro uomo, La donna che visse due volte, Intrigo internazionale. Raggiunge il suo apice nel patologico Norman Bates in Psyco.

(Fabio Carlini, Hitchcock, p.46.)

## I modi della rappresentazione

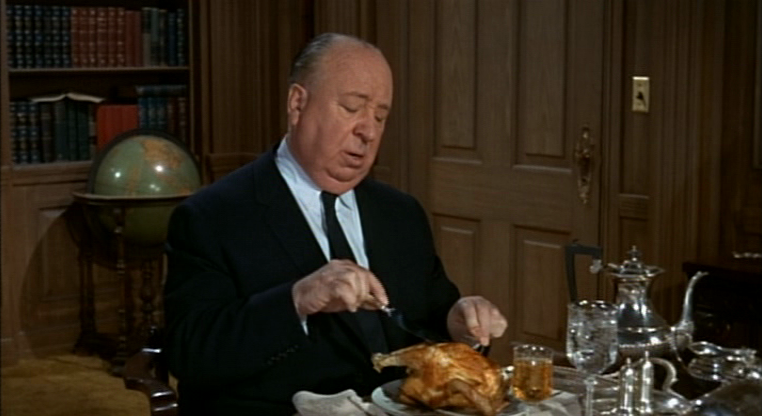
Hitchcock taglia un pollo nel trailer de Gli uccelli (1963)

Hitchcock utilizza molti modi per comunicare l'ansia e l'angoscia insita nell'esistenza dell'uomo.

### Espressività di oggetti e luoghi
Hitchcock punta molto sul rendere espressivi oggetti e luoghi.

### Simboli e metafore
- il treno e i binari che si intrecciano: "metafora della vita-viaggio e della casualità del destino", in La signora scompare, L'ombra del dubbio, Io ti salverò, L'altro uomo; "campo della lotta e della fuga" per Richard Hannay in Il club dei 39, per Richard Ashenden in Amore e mistero, per Roger Thornhill in Intrigo internazionale;
- la giostra impazzita: "il caos e il caso", nel finale di L'altro uomo;
- il mare: "forza dell'inconscio e mistero del passato", in Rebecca - La prima moglie; "spazio del confronto" in Prigionieri dell'oceano;
- le scale: "messa in scena di idee e sensazioni, simboli di un itinerario che provoca, pericoli, mutazioni, violazioni dell'inconscio, visualizzazione di caratteri e preoccupazioni, anticipazioni di prossime condizioni" (Bruzzone-Caprara, p. 11), ascensioni e sali-scendi in Il pensionante, Ricatto, Numero diciassette, L'uomo che sapeva troppo, Notorious - L'amante perduta, La donna che visse due volte, Psyco, Frenzy, Topaz;
- il deserto: una trappola mortale in Intrigo internazionale;
- il monumento celebre: in Ricatto il British Museum con la Sfinge Egizia, in Sabotatori la Statua della Libertà, in Intrigo internazionale il Monte Rushmore con le facce scolpite dei Presidenti degli Stati Uniti. Slavoj Zizek nel suo libro L'universo di Hitchcock osserva che queste enormi statue di pietra sembrano simboleggiare il destino oscuro e imprevedibile che gioca sadicamente con gli esseri umani.[50]

### Invenzione di "effetti visivi speciali"
Le invenzioni visive di Hitchcock sono numerose e sparse un po' in tutti i film. Alcuni esempi li descrive lui stesso nell'intervista concessa a Truffaut:
- il cosiddetto Effetto Vertigo, chiamato così dall'omonimo film: è la combinazione di una carrellata in avanti e uno zoom all'indietro, che dà appunto la sensazione di vertigine.
- la lampadina nascosta nel bicchiere di latte, che la protagonista teme sia avvelenato[51] ne Il sospetto.
- l'uso di bicchieri giganti in La signora scompare, di un modello di telefono ingrandito in Il delitto perfetto allo scopo di esaltare l'espressività dell'oggetto.
- la lente degli occhiali della vittima su cui si riflette il delitto in L'altro uomo.
- i capelli sparsi su un vetro illuminato dal basso per il primo piano del viso della vittima che urla prima di essere colpita, nella prima inquadratura de Il pensionante, suo terzo film. L'impatto emotivo sullo spettatore è molto intenso[52];
- la camminata nervosa e ossessiva che fa oscillare il lampadario della stanza sottostante, le suole delle scarpe del pensionante riprese dal basso, attraverso un pavimento trasparente, rappresentazione del suo segreto tormento.[53]

## La suspense e la soggettività

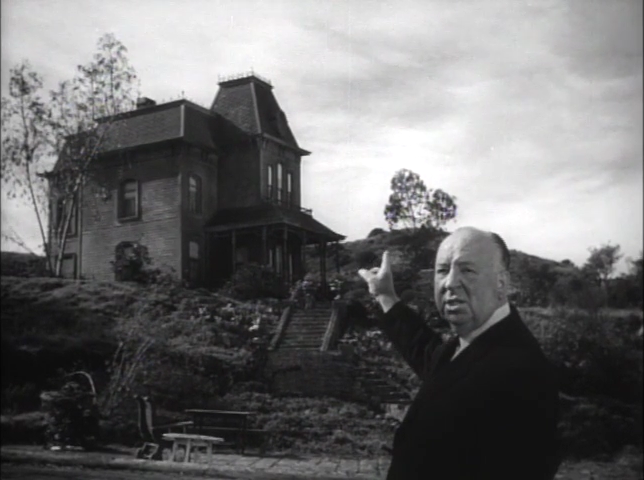
Trailer di Psyco: Hitchcock indica la casa gotica di Norman Bates (1960)

La suspense è lo strumento più potente per trattenere l'attenzione dello spettatore.
La suspense si distingue dalla sorpresa (più caratteristica del genere horror) e Hitchcock la preferisce: è ottenuta grazie a uno scollamento tra ciò di cui è a conoscenza lo spettatore e ciò di cui è a conoscenza il personaggio sulla scena; lo spettatore si trova così in uno stato di ansiosa attesa, spesso rinforzata da temi musicali, ombre o luci particolari.
Mentre nel cinema horror l'effetto sorpresa consiste nel far apparire improvvisamente un qualcosa (o un qualcuno) che lo spettatore non si attende, nei film di impronta hitchcockiana l'effetto ansiogeno è commisurato al grado di consapevolezza e di conoscenza del pericolo che grava sul personaggio.
Per esempio, ne La finestra sul cortile soltanto chi guarda il film vede il vicino di casa sospetto uscire di notte con una donna, mentre il protagonista, Jeffrey, sta dormendo. Allo stesso modo, in Psyco, lo spettatore, mentre il detective sale le scale della casa di Norman, vede la porta aprirsi e prevede in anticipo l'agguato mortale.
Ecco come definì Hitchcock la suspense durante una sua intervista: "La differenza tra suspense e sorpresa è molto semplice e ne parlo spesso (...) Noi stiamo parlando, c'è forse una bomba sotto questo tavolo e la nostra conversazione è molto normale, non accade niente di speciale e tutt'a un tratto: boom, l'esplosione. Il pubblico è sorpreso, ma prima che lo diventi gli è stata mostrata una scena del tutto normale, priva d'interesse. Ora veniamo alla suspense. La bomba è sotto il tavolo e il pubblico lo sa, probabilmente perché ha visto l'anarchico mentre la stava posando. Il pubblico sa che la bomba esploderà all'una e sa che è l'una meno un quarto - c'è un orologio nella stanza - : la stessa conversazione insignificante diventa tutt'a un tratto molto interessante perché il pubblico partecipa alla scena. Gli verrebbe da dire ai personaggi sullo schermo: 'Non dovreste parlare di cose banali, c'è una bomba sotto il tavolo che sta per esplodere da un momento all'altro'. Nel primo caso abbiamo offerto al pubblico quindici secondi di sorpresa al momento dell'esplosione. Nel secondo gli offriamo quindici minuti di suspense".
Un'ulteriore tecnica per ottenere la suspense è quella di costringere lo spettatore a identificarsi con il personaggio. Cinematograficamente ciò si realizza utilizzando la soggettiva.

### Il tempo nella suspense
Quel che distingue lo stile di Hitchcock da quello di altri grandi cineasti come Fritz Lang o Howard Hawks è l'impiego molto personale che egli fa della lentezza e della rapidità, della preparazione e della folgorazione, dell'attesa e dell'ellissi: il regista gioca col tempo, qualche volta contraendolo, ma più spesso dilatandolo.

## La psicoanalisi
Hitchcock è stato considerato un interprete e un divulgatore, anche se distaccato e talvolta ironico, della psicoanalisi.
Sono considerati film psicoanalitici Psyco e Marnie, ma elementi di interesse psicanalitico si ritrovano anche in Io ti salverò e Nodo alla gola.
(Giorgio Simonelli, Invito al cinema di Hitchcock, p. 142.)

### Sequenze oniriche
- l'effetto delle "allucinazioni", ottenuto con l'uso di trasparenti, appaiono fin dal primo film, Il labirinto delle passioni, ritornano ne Il declino e ne La signora scompare.
- la rappresentazione dei sogni: quello di Gregory Peck in Io ti salverò, ottenuto con la collaborazione di Salvador Dalì[56]; l'incubo che tormenta James Stewart, dopo la morte di Madeleine, in La donna che visse due volte.

## L'amore
(Alfred Hitchcock in Il cinema secondo Hitchcock.)

### La coppia
Hitchcock sa raccontare in modo inimitabile le tante sfaccettature del rapporto amoroso: la seduzione e l'innamoramento, la fedeltà e il sacrificio, il sospetto e la gelosia, la paura di non essere amati e il tradimento, la noia e la solitudine; nei suoi film viene indagata ogni fase del rapporto di coppia. Qualche esempio:
- l'amore fedele e disinteressato, La moglie del fattore, Giovane e innocente, Io ti salverò;
- il triangolo "lei, lui e l'altro", Il labirinto delle passioni, Il pensionante, Vinci per me!, L'isola del peccato, Notorious - L'amante perduta, Il delitto perfetto, Il caso Paradine, Il peccato di Lady Considine, Paura in palcoscenico;
- la paura di non essere amati, Rebecca - La prima moglie, Il sospetto;
- la crisi della coppia, Virtù facile, Ricco e strano, Il signore e la signora Smith, La finestra sul cortile, Topaz.

### Le figure femminili
(Gian Piero Brunetta, Il cinema di Hitchcock, p.75.)
I personaggi femminili di Hitchcock presentano una variegata tipologia:
- donne insicure, dominate da complessi d'inferiorità, che trovano comunque la forza e la determinazione per gestire difficili relazioni, come Joan Fontaine in Rebecca - La prima moglie e ne Il sospetto;
- donne che pospongono tutto, immagine sociale e sicurezza, per il proprio compagno alla cui innocenza gli altri non credono. Il loro amore diventa una forza salvifica: Erica, Nova Pilbeam, in Giovane e innocente, la dottoressa Costance Peterson, Ingrid Bergman, in Io ti salverò;
- donne anticonformiste, aggressive e autosufficienti, che nel corso della storia manifestano doti di tenerezza e di coraggio insospettate, come Betty, Betty Balfour, in Tabarin di lusso, Iris Henderson, Margaret Lockwood, in La signora scompare, Jill Lawrence, Edna Best, in L'uomo che sapeva troppo del 1934, la giornalista Connie Porter, Tallulah Bankhead, in Prigionieri dell'oceano;
- donne che sfidano le convenienze sociali e subiscono la condanna dei benpensanti e delle istituzioni: Laurita Filton, Isabel Jeans, in Virtù facile, Chloe, Alicia Huberman in Notorious - L'amante perduta e lady Henrietta Considine in Il peccato di Lady Considine, entrambe interpretate da Ingrid Bergman;
- donne dalla bellezza perfetta e dal fascino ambiguo, capaci a volte di azioni determinate al limite della criminalità: le bionde sofisticate interpretate da Grace Kelly, Margot Mary Wendice, ne Il delitto perfetto, Lisa Freemont, ne La finestra sul cortile e Frances Stevens, in Caccia al ladro, ma anche Madeleine Carroll, Pamela, ne Il club dei 39, Tippi Hedren, Melanie Daniels, ne Gli uccelli e in Marnie, o Kim Novak, Madeleine Elster/Judy Burton, in La donna che visse due volte, Eva Marie Saint, Eve Kendall, in Intrigo internazionale[57], Alida Valli, Maddalena Anna Paradine, ne Il caso Paradine.
- madri possessive e autoritarie: la madre che ha paura di essere abbandonata dai figli ne Gli uccelli e la madre di Norman Bates in Psyco che instaura con il figlio un rapporto psicotico, la madre di Cary Grant in Intrigo internazionale, che in tribunale non difende il figlio come suggerisce l'avvocato. Altre figure di madri e suocere terribili appaiono in Virtù facile, Fiamma d'amore, Notorious - L'amante perduta.[57]

## La tecnica cinematografica

### Lostoryboard
Hitchcock era uno dei pochi registi che arrivasse, al momento di girare, con degli storyboard dettagliatamente disegnati da lui stesso.
(Alfred Hitchcock, L'Express, intervista rilasciata a Pierre Billard)

### Il montaggio
Due estremi, il massimo effetto ottenuto con il montaggio e la negazione, la rinuncia quasi totale del montaggio:
- il montaggio della scena della doccia in Psyco, che si compone di ben 70 inquadrature in soli 45 secondi di durata.
- il piano sequenza in Nodo alla gola che è un film interamente girato in piano sequenza, apparentemente senza tagli di montaggio. In realtà i tagli ci sono (dovuti necessariamente alla durata di un rullo di pellicola che all'epoca era all'incirca di dieci minuti), ma molti di essi sono mascherati da movimenti della macchina da presa o degli attori che vi passano davanti.

### I movimenti di macchina
- la combinazione di carrelli e panoramiche dall'alto in Giovane e innocente, Notorious - L'amante perduta, La finestra sul cortile, Psyco.
- il senso di vertigine ottenuto con carrellate improvvise sui volti dei protagonisti, inquadrature in soggettiva, immagini distorte o turbinanti, combinazione di una carrellata in avanti con lo zoom all'indietro e viceversa (Effetto Vertigo) in La donna che visse due volte.

## Il MacGuffin
Il MacGuffin è un artificio introdotto nello svolgimento della trama del film, di scarsa rilevanza per il significato della storia in sé, ma necessario per sviluppare certi snodi fondamentali della trama. Si tratta di un concetto del tutto peculiare nel cinema di Alfred Hitchcock e viene descritto dal regista in una piccola storiella, nel celebre libro-intervista con François Truffaut:
Due viaggiatori si trovano in un treno in Inghilterra. L'uno dice all'altro: «Mi scusi signore, che cos'è quel bizzarro pacchetto che ha messo sul portabagagli? — Beh, è un MacGuffin. — E che cos'è un MacGuffin? — È un marchingegno che serve a catturare i leoni sulle montagne scozzesi. — Ma sulle montagne scozzesi non ci sono leoni! — Allora non esiste neppure il MacGuffin!».
Il MacGuffin («scappatoia, trucco, espediente», come lo definisce il regista) è un elemento della storia che serve come inizializzazione o come giustificazione ma che, di fatto, si manifesta senza grande importanza nel corso dello sviluppo della trama del film.
Alcuni esempi di MacGuffin:
- In Notorious (1946), il MacGuffin è l'uranio contenuto nelle bottiglie di vino. È il motivo per cui la storia si sviluppa ma non è importante che nelle bottiglie ci sia necessariamente dell'uranio. Infatti, durante la realizzazione del film si era propensi a sostituire l'uranio con i diamanti.
- In La finestra sul cortile (1954), il MacGuffin è la gamba rotta del protagonista, ma non è importante come e perché si è rotta: serve solo per farlo stare immobilizzato in carrozzella a osservare dalla finestra.
- In Intrigo internazionale (1959), il MacGuffin è la non meglio precisata informazione segreta di cui avrebbe dovuto essere a conoscenza Kaplan, l'uomo per cui è scambiato Roger Thornhill (Cary Grant). Grant, per gran parte del film, cerca di trovare il fantomatico Kaplan senza capire che in realtà non esiste.
- In Psyco (1960) il MacGuffin è rappresentato dal denaro sottratto da Marion al suo datore di lavoro all'inizio del film; l'episodio costituisce un pretesto narrativo per condurre Marion al motel di Norman Bates; quest'ultimo la ucciderà non sapendo nemmeno dell'esistenza del denaro.

## Le apparizioni
Caratteristica comune a quasi tutti i film di Hitchcock, a eccezione di alcuni fra quelli girati in Inghilterra nel periodo giovanile, è la sua presenza in almeno una scena. Il regista riferì che all'inizio della sua carriera si prestava per presenze casuali, laddove ci fosse stato bisogno di una comparsa; successivamente, le sue apparizioni cameo divennero una consuetudine scaramantica e, infine, una specie di gioco per gli spettatori, che, a ogni uscita di un nuovo film, dovevano cercare d'individuare in quale inquadratura si fosse nascosto.
Memorabili gli espedienti usati per le apparizioni nei film "claustrofobici", in cui il set era interamente costituito da un'unica scena ed era difficile inserire una "comparsata": per esempio, in Prigionieri dell'oceano, tutto girato su una barca di naufraghi, compare in una fotografia sulla pagina di un giornale; analogamente, ne Il delitto perfetto, che si svolge quasi per intero all'interno di un appartamento, lo si può riconoscere in una fotografia di compagni di scuola mostrata dal protagonista. Anche Nodo alla gola è un altro film girato tutto in un appartamento e qui appare due volte: nella prima inquadratura passeggia su una strada con una donna e poi in maniera virtuale mediante un'insegna al neon che riproduce il suo profilo, posta sul tetto dell'edificio di fronte. In Intrigo internazionale appare due volte: sia alla fine della sigla iniziale come un passeggero che non riesce a salire su un autobus, sia seduto di fronte alla reception dell'hotel dove Cary Grant va dopo essere sfuggito alla celebre scena dell'aereo che lo insegue per ucciderlo. Ne La finestra sul cortile invece appare in una scena insieme al musicista che suona al pianoforte, proprio di fronte all'appartamento di James Stewart. In Caccia al ladro invece appare come passeggero a bordo dell'autobus, seduto accanto a Cary Grant. In Marnie esce da una stanza d'albergo all'inizio del film. In La donna che visse due volte lo si vede attraversare la strada prima della scena in cui James Stewart incontra il suo amico nell'ufficio di un cantiere navale. In L'uomo che sapeva troppo è in mezzo al pubblico ad assistere a uno spettacolo di saltimbanchi arabi a Marrakech.

## Influenza su altri cineasti

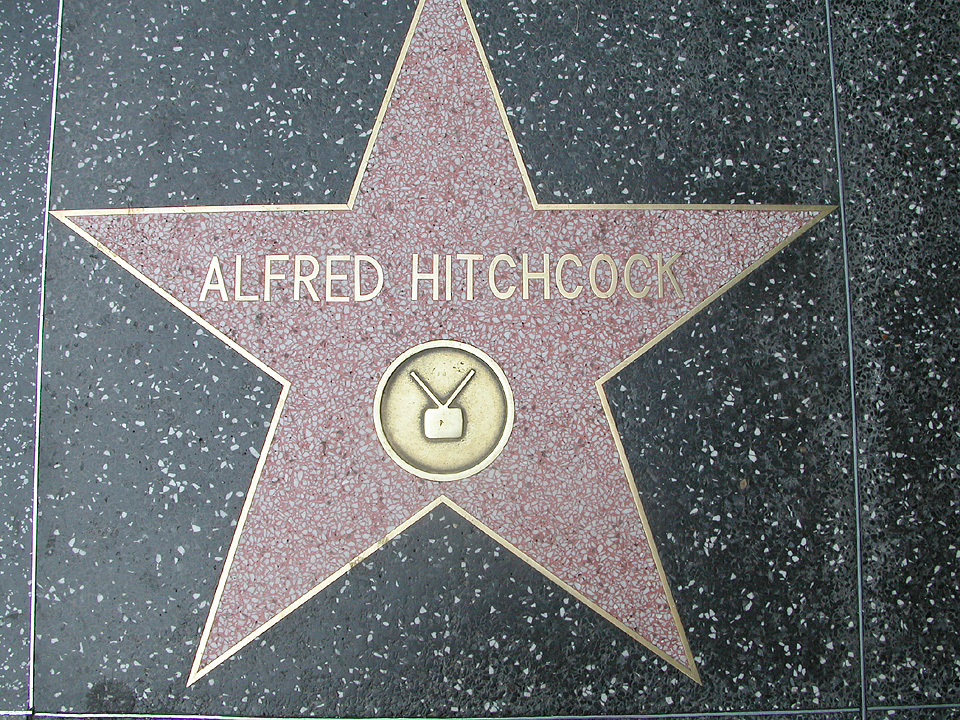
Stella di Alfred Hitchcock nella Hollywood Walk of Fame

Che Hitchcock sia un "classico" lo dimostra anche la quantità di riferimenti alla sua produzione contenuti nelle opere cinematografiche successive:
- Hitchcock ha avuto una grande influenza innanzitutto sui registi della Nouvelle Vague, Éric Rohmer, Claude Chabrol, François Truffaut, Jean-Luc Godard, Jacques Rivette, ai quali è dovuto il grande lavoro di rivalutazione della sua opera in ambito critico: i loro film pullulano di citazioni dell'opera del maestro.[58]
- Molti dei più importanti e conosciuti registi contemporanei hanno nei loro film citato Hitchcock in omaggio alla sua maestria tecnica: Martin Scorsese, Quentin Tarantino, Steven Spielberg, Woody Allen, Ridley Scott, Tim Burton, per citarne solo alcuni.
- Per i cineasti che operano nell'ambito del genere giallo o noir, per esempio Dario Argento e Brian De Palma i film di Hitchcock sono presi a modello.
- Parodie, sequel, remake. Fra i primi, Mel Brooks ha raccolto, in chiave parodistica, nel suo film Alta tensione tutta una serie di motivi, temi, immagini hitchcockiane. Sono seguite poi tante altre parodie e rifacimenti dei film più famosi.

## Nella cultura di massa
Nel 2012 è uscito nelle sale cinematografiche Hitchcock, con protagonisti Anthony Hopkins, Helen Mirren, Scarlett Johansson e Jessica Biel, film biografico incentrato sul rapporto tra il regista e sua moglie Alma Reville durante la lavorazione del film Psyco.

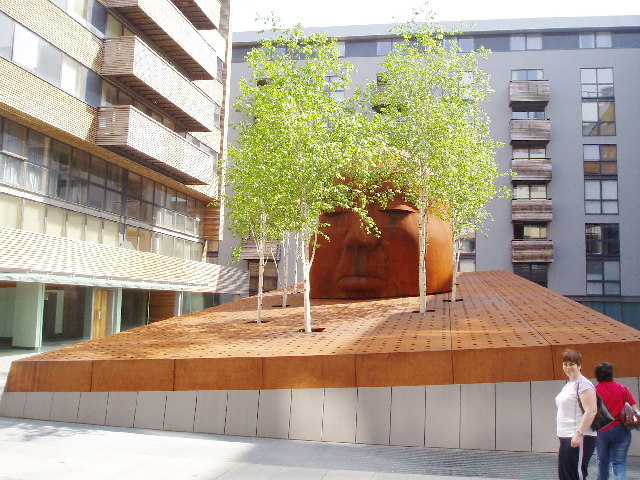
Monumento a Hitchcock presso i Gainsborough Studios di Londra

Il fumettista Tito Faraci, con i disegni di Anna Marabelli, rende omaggio al grande regista con la storia Paperino e il mago del brivido, che contiene varie citazioni dei suoi film: Psyco, con Paperino che viene condotto in un esterno che riproduce la famosa casa e il vicino motel, è presente anche una citazione della celeberrima scena della doccia; La donna che visse due volte, Paperino, in seguito a un incidente, ha la fobia delle altezze elevate (come James Stewart), appare ogni tanto una "misteriosa papera bionda" che ricorda Kim Novak e la scena sul faro ricorda molto quella del campanile presente nel film e, come lo stesso Stewart, anche lo sfortunato papero rimane appeso a un edificio; La finestra sul cortile, Paperino assiste a un fantomatico crimine vedendolo attraverso le finestre del palazzo di fronte alla sua camera; Gli uccelli ,durante un pic-nic in una baia, Paperino viene attaccato da uno stormo di corvi; Caccia al ladro, il titolo del film che Hitchcock sta girando nella storia è "Caccia al lardo". Inoltre la storia include una caricatura di Hitchcock (chiamato per l'occasione Alfred Iciok), che presenta il classico abbigliamento con cui il grande regista si recava al "lavoro", i suoi giochi di parole e la stazza.
Nella storia Topolino profondo giallo, uscita nel 1987, c'è un altro omaggio a Hitchcock, ribattezzato "Alfred Topock", con una parodia disneyana de La finestra sul cortile.

## Filmografia

### Regista

#### Cinema
- Number 13 (1922) – incompiuto e considerato perduto
- Il labirinto delle passioni (The Pleasure Garden) (1925)
- L'aquila della montagna (The Mountain Eagle) (1926) – perduto
- Il pensionante (The Lodger: A Story of the London Fog) (1927)
- Vinci per me! (The Ring) (1927)
- Il declino (Downhill) (1927)
- La moglie del fattore (The Farmer's Wife) (1928)
- Virtù facile (Easy Virtue) (1928)
- Tabarin di lusso (Champagne) (1928)
- L'isola del peccato (The Manxman) (1929)
- Ricatto (Blackmail) (1929)
- Giunone e il pavone (Juno and the Paycock) (1930)
- Omicidio! (Murder!) (1930)
- Parla Elstree (Elstree Calling) (1930) – co-diretto
- Fiamma d'amore (The Skin Game) (1931)
- Mary (1931) – versione tedesca di Omicidio! (1930)
- Ricco e strano (Rich and Strange) (1931)
- Numero diciassette (Number Seventeen) (1932)
- Vienna di Strauss (Waltzes from Vienna) (1934)
- L'uomo che sapeva troppo (The Man Who Knew Too Much) (1934)
- Il club dei 39 (The 39 Steps) (1935)
- Amore e mistero (Secret Agent) (1936)
- Sabotaggio (Sabotage) (1936)
- Giovane e innocente (Young and Innocent) (1937)
- La signora scompare (The Lady Vanishes) (1938)
- La taverna della Giamaica (Jamaica Inn) (1939)
- Rebecca - La prima moglie (Rebecca) (1940)
- Il prigioniero di Amsterdam (Foreign Correspondent) (1940)
- Il signore e la signora Smith (Mr. & Mrs. Smith) (1941)
- Il sospetto (Suspicion) (1941)
- Sabotatori (Saboteur) (1942)
- L'ombra del dubbio (Shadow of a Doubt) (1943)
- Prigionieri dell'oceano (Lifeboat) (1944)
- Io ti salverò (Spellbound) (1945)
- Notorious - L'amante perduta (Notorious) (1946)
- Il caso Paradine (The Paradine Case) (1947)
- Nodo alla gola (Rope) (1948)
- Il peccato di Lady Considine (Under Capricorn) (1949)
- Paura in palcoscenico (Stage Fright) (1950)
- L'altro uomo (Strangers on a Train) (1951)
- Io confesso (I Confess) (1953)
- Il delitto perfetto (Dial M for Murder) (1954)
- La finestra sul cortile (Rear Window) (1954)
- Caccia al ladro (To Catch a Thief) (1955)
- La congiura degli innocenti (The Trouble with Harry) (1955)
- L'uomo che sapeva troppo (The Man Who Knew Too Much) (1956) – remake del film omonimo del 1934
- Il ladro (The Wrong Man) (1956)
- La donna che visse due volte (Vertigo) (1958)
- Intrigo internazionale (North by Northwest) (1959)
- Psyco (Psycho) (1960)
- Gli uccelli (The Birds) (1963)
- Marnie (1964)
- Il sipario strappato (Torn Curtain) (1966)
- Topaz (1969)
- Frenzy (1972)
- Complotto di famiglia (Family Plot) (1976)

#### Cortometraggi
- Always Tell Your Wife (1923) – co-diretto e parzialmente perduto
- An Elastic Affair (1930) – considerato perduto
- The Fighting Generation (1944)
- Aventure malgache (1944)
- Bon Voyage (1944)

#### Televisione
- Alfred Hitchcock presenta (Alfred Hitchcock Presents) – serie TV, 17 episodi (1955-1962)
  - Vendetta (Revenge) (1955)
  - Crollo nervoso (Breakdown) (1955)
  - Il caso del signor Pelhalm (The Case of Mr. Pelhalm) (1955)
  - Ci rivedremo a Natale (Back for Christmas) (1956)
  - Un sabato di pioggia (Wet Saturday) (1956)
  - Il segreto del Signor Blanchard (Mr. Blanchard's Street) (1956)
  - Ancora un miglio (One More Mile to Go) (1957)
  - Delitto perfetto (The Perfect Crime) (1957)
  - Come servire un agnello (Lamb to the Slaughter) (1958)
  - Un tuffo nel vuoto (Dip in the Pool) (1958)
  - Un peso sullo stomaco (Poison) (1958)
  - L'ospite d'onore (Banquo's Chair) (1958)
  - Arthur (Arthur) (1959)
  - La bara di ghiaccio (The Crystal Trench) (1959)
  - La signora Bixby e la pelliccia del colonnello (Mrs. Bixby and the Colonel's Coat) (1960)
  - Cavallo vincente (The Horse Player) (1961)
  - Mani in alto (Bang! You're Dead) (1962)
- Suspicion – serie TV, episodio Four O'Clock (1957)
- Startime – serie TV, episodio Incident at a Corner (1960)
- L'ora di Hitchcock (The Alfred Hitchcock Hour) – serie TV, episodio I cinque testimoni (I Saw the Whole Thing) (1962)

### Aiuto regista (parziale)
- L'ultima danza (Woman to Woman), regia di Graham Cutts (1923)
- The Prude's Fall, regia di Graham Cutts (1923)
- L'ombra bianca (The White Shadow), regia di Graham Cutts (1924)
- The Passionate Adventure, regia di Graham Cutts (1924)
- Il furfante (The Blackguard o Die Prinzessin und der Geiger), regia di Graham Cutts (1925)

### Designer titoli (parziale)
- The Mystery Road, regia di Paul Powell (1921)
- The Call of Youth, regia di Hugh Ford (1921)
- Love's Boomerang, regia di John S. Robertson (1922)

## Riconoscimenti
- Premio Oscar
  - 1941 – Candidatura come miglior regista per Rebecca - La prima moglie
  - 1945 – Candidatura come miglior regista per Prigionieri dell'oceano
  - 1946 – Candidatura come miglior regista per Io ti salverò
  - 1955 – Candidatura come miglior regista per La finestra sul cortile
  - 1961 – Candidatura come miglior regista per Psyco
  - 1968 – Premio alla memoria Irving G. Thalberg
- Golden Globe
  - 1958 – Miglior trasmissione televisiva per Alfred Hitchcock presenta
  - 1972 – Golden Globe alla carriera
  - 1973 – Candidatura come miglior regista per Frenzy
- BAFTA
  - 1971 – BAFTA Academy Fellowship Award
- Mostra internazionale d'arte cinematografica
  - 1947 – Candidatura come Gran Premio Internazionale di Venezia per Io ti salverò
  - 1954 – Candidatura come Leone d'Oro per La finestra sul cortile
  - 1955 – Candidatura come Leone d'Oro per Caccia al ladro
- Festival di Cannes
  - 1946 – Candidatura come Grand Prix Speciale della Giuria per Notorious - L'amante perduta
  - 1953 – Candidatura come Grand Prix Speciale della Giuria per Io confesso
  - 1956 – Candidatura come Palma d'oro per L'uomo che sapeva troppo

Il film L'uomo che sapeva troppo (1934), fu inserito nel 1935 tra migliori film stranieri dell'anno dal National Board of Review of Motion Pictures.
Hitchcock fu insignito del titolo di gran ufficiale dell'ordine dell'impero britannico (KBE), con cui entrò nella cavalleria potendo usare il prefisso di Sir, nel 1980, pochi mesi prima di morire.

## Doppiatori italiani
- Paolo Lombardi in Alfred Hitchcock presenta (1955, seconda parte degli episodi), L'ora di Hitchcock (seconda parte degli episodi), Terrore in sala, Alfred Hitchcock presenta (1985)
- Carlo Romano in Alfred Hitchcock presenta (1955, prima parte degli episodi), L'ora di Hitckcock (prima parte degli episodi)
- Mario Besesti in Il ladro